# Trolltjärnen (Malungs socken, Dalarna, 672206-140026)
Trolltjärnen är en sjö i Malung-Sälens kommun i Dalarna och ingår i Dalälvens huvudavrinningsområde.